# Oude Kerk (Putten)
De Oude kerk is een kerkgebouw in de Nederlandse plaats Putten. De kerk is in gebruik bij de Hervormde gemeente Putten.
De oorspronkelijk eenbeukige, laatgotische kerk is in de 15e eeuw gebouwd. In de 16e eeuw werd de noordbeuk toegevoegd. In 1932 werden de sacristie en kapel aan de zuidzijde afgebroken ten behoeve van een nieuwe, gotiserende aanbouw.
De kerktoren dateert uit de 16e eeuw en heeft drie geledingen. In de toren bevinden zich twee luidklokken. De grote luidklok is in 1949 gegoten door de firma Van Bergen, ter vervanging van de klok uit 1601 van de gieter Henricus Meurs; deze oude klok was tijdens de Tweede Wereldoorlog namelijk geroofd door de Duitse bezetter. De kleine klok is gegoten in de 14e eeuw door een anonieme gieter.
Het orgel is in 1860 gebouwd door Christian Gottlieb Friedrich Witte.
Naast de kerk staat een monument ter nagedachtenis aan de razzia van Putten.